# Günter Kalbaum
Günter Kalbaum (* 5. Oktober 1920 in Berlin; † 27. Juni 2010 in Hamburg) war ein deutscher Manager und von 1975 bis 1985 Vorstandsvorsitzender der Hamburg-Mannheimer Versicherungs AG (heute ERGO).

## Leben und Wirken

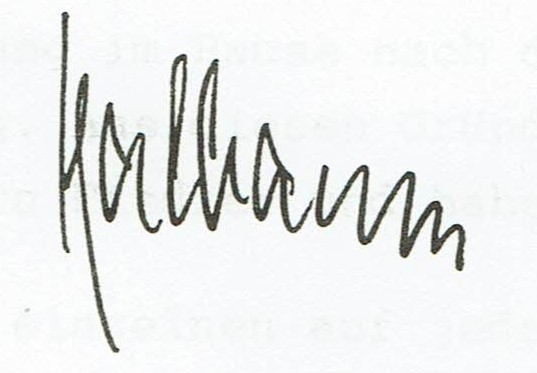
Unterschrift Günter Kalbaum

Kalbaum wuchs in Hamburg auf und wurde nach dem Abitur 1939 an der Gelehrtenschule des Johanneums zur Wehrmacht eingezogen. Nach Kriegsdienst im Zweiten Weltkrieg und anschließender Gefangenschaft studierte er in Hamburg Betriebswirtschaft mit dem Abschluss als Diplom-Kaufmann im Jahr 1952. 1955 legte er die Prüfung zum Steuerberater und 1956 zum Wirtschaftsprüfer ab. Seit Anfang der 1950er Jahre war er für die Deutsche Revision und Treuhand AG tätig, seit 1966 war Kalbaum im Vorstand als stellvertretendes Mitglied. Ab Januar 1971 war er Mitglied des Vorstands der Hamburg-Mannheimer Versicherungs-AG (HM): Ressort Vermögenslage und von 1975 bis zu seiner Pensionierung 1985 war er Vorstandsvorsitzender dieser Gesellschaft. Bis 1981 war er gleichzeitig auch Vorstandsvorsitzender der Hamburg-Mannheimer Sachversicherungs-AG, danach in deren Aufsichtsrat. Vorsitzender des Aufsichtsrates der Bausparkasse Heimbau AG (ab 1985 Verkauf an Wüstenrot) war er von 1975 bis 1985 (vorher bereits als Aufsichtsratsmitglied), gleichfalls Aufsichtsratsvorsitzender der Deutschen Krankenversicherung (DKV) von 1975 bis 1985. Danach war er Mitglied des Aufsichtsrates der Hamburg-Mannheimer Versicherung bis 1993.
1979 wurde Kalbaum in den Vorstand des Arbeitgeberverbandes der Versicherungsunternehmen in Deutschland gewählt. Die von ihm geleitete HM, an der maßgeblich die Münchener Rückversicherung und daneben die Allianz Versicherung, beide in München, beteiligt waren, war die zweitgrößte Lebensversicherung in Deutschland.
Ehrenamtlich war er von 1985 bis 1993 Vorsitzender des in Hamburg neu gegründeten Vereins zur Förderung der Versicherungswissenschaft. Kalbaum wohnte in Hamburg-Rissen.

## Veröffentlichungen
- Acht Jahrzehnte Vermögensanlagepolitik der deutschen Lebensversicherungswirtschaft, in Rudolf Henn und Walter F. Schickinger (Hrsg.): Staat, Wirtschaft, Assekuranz und Wissenschaft, Festschrift für Robert Schwebler, Karlsruhe 1986 S. 653–685
- mit Jürgen Mees: Kapitalanlagen in: Dieter Farny et al.(Hrsg.): Handwörterbuch der Versicherungen (HdV), Karlsruhe 1988, S. 331–343
- Die freiwilligen Sozialleistungen des Privatversicherungsgewerbes im Jahr 1936. Eine Dokumentation, in Zeitschrift für Unternehmensgeschichte, Beiheft 62, Stuttgart 1990, Franz Steiner Verlag
- Erfolgsbeteiligungen und Vermögensbildung der Arbeitnehmer in der privaten Versicherungswirtschaft (1820–1948), in Zeitschrift für Unternehmensgeschichte, Stuttgart 1993, Franz Steiner Verlag; ISBN 978-3515061667